# Carbon/Silicon
Carbon/Silicon is een in 2003 opgerichte Britse alternatieve rockband uit Londen, bestaande uit Mick Jones (voorheen van The Clash en Big Audio Dynamite) en Tony James (voorheen van Generation X en Sigue Sigue Sputnik). Beiden hadden al in 1975 enkele maanden samen gespeeld in de punkband London SS.

## Bezetting
Oprichters
- Mick Jones (zang, gitaar)
- Tony James (gitaar)

Huidige bezetting
- Mick Jones (zang, gitaar)
- Tony James (gitaar)
- Jesse Wood (basgitaar, sinds 2010)
- Dominic Greensmith (drums, sinds 2007)

Voormalige leden
- William Blake (basgitaar, 2004–2005)
- Leo Williams (basgitaar, 2007–2010)
- Danny the Red (drums, 2004–2005)

## Geschiedenis
In veel opzichten vergelijkbaar met het eerdere werk van Jones in Big Audio Dynamite, wil Carbon/Silicon de traditionele benadering van rock-'n-roll doorbreken. Ze maakten aanvankelijk uitgebreid gebruik van samples in hun opnamen en liveshows, maar hebben die aanwending in de afgelopen jaren opgegeven. De formatie van de band werd gekatalyseerd door het internet en het delen van bestanden. Het eerste nummer geschreven door Jones en James was MPFree, waarin ze hun bereidheid uitten om de technologie van internet en het delen van bestanden te omarmen, in het belang van het verspreiden van muziek, in plaats van winst. De band maakt nog steeds live bootlegs en opnamen vrij beschikbaar via hun eigen website en de fansite.
Carbon/Silicon nam de vier demo-cd's Sample This, Peace, Dope Factory Boogie, The Grand Delusion en The Homecoming op. Het eerste officieel uitgebrachte album A.T.O.M (A Twist of Modern) debuteerde op 28 juli 2006 op de website van de band. Het volgende album Western Front volgde kort daarna op 14 oktober 2006 en bevatte opnieuw opgenomen versies van hun eerdere nummers. Het derde album The Crackup Suite werd uitgebracht in maart 2007. In dezelfde maand werd aangekondigd dat Leo 'Eazykill' Williams, voormalig bandlid van Jones met BAD bas zou spelen voor de band en dat Dominic Greensmith, voorheen van Reef, het drumslot zou opnemen. De band bracht verder twee ep's uit plus het album The Last Post en toerde, met inbegrip van het Isle of Wight Festival en data in de Verenigde Staten. In 2008 bracht Carbon/Silicon in samenwerking met Callicore Studio een animatievideo uit voor The News, een nummer van het album The Last Post.
In januari 2008, in wat wordt gezien als een terugkeer naar hun roots, speelde de band 7 wekelijkse concerten in de piepkleine locatie Inn on the Green in Ladbroke Grove, Londen. Bij het eerste optreden stond Topper Headon (Jones' bandlid in The Clash) op en speelde twee nummers met de band. Jones' dochter Lauren zong met de band bij Carbon Casino 3 en 4 in optredens die werden benadrukt door Hitsville UK. Tijdens het laatste optreden bij Carbon Casino 7, betraden de Alabama Three het podium met Jones en James om het thema uit de Amerikaanse tv-serie The Sopranos uit te voeren. Tijdens het optreden werd ondersteuning geboden door de bands Taurus Trakker, The Rotten Hill Gang en The Self uit West-Londen, songwriter John Byrne, iconen Pete Wylie, Glen Matlock, James Dean-Bradfield, John Cooper Clarke en nieuwe jonge bands, waaronder The Dirty Curtains uit West-Londen, de band The Usual Suspects uit Noord-Londen en de Savage Nomads.
In 2009 bracht de band hun vierde volledige digitale album The Carbon Bubble gratis uit op hun officiële website.
In 2010 is de bezetting verder veranderd, waarbij Jesse Wood Leo Williams op bas heeft vervangen. De band heeft op een aantal festivaldata op internationale podia opgetreden, waaronder het Neapolis-festival (Napels) en Arthur's Day (Dublin).
Later in 2010 werden hun vier gratis digitale publicatie-albums van hun site verwijderd en commercieel uitgebracht op iTunes en Amazon. The Crackup Suite kreeg de nieuwe titel The Crackup Suite Parts 1 en 2 en er waren zes extra nummers aan toegevoegd (waarvan vier niet eerder uitgebracht) en aan The Carbon Bubble werden twee niet eerder uitgebrachte nummers toegevoegd. Sindsdien is Carbon/Silicon niet meer actief geweest op een paar verspreide tochten na. Begin 2013 brachten ze commercieel het extra nummer Big Surprise uit om te downloaden (met een begeleidende video op YouTube), waardoor fans even hoopten dat er meer zou komen, maar het was slechts een outtake van hun eerdere opnamen en het lijkt erop dat op dit moment niets anders in de maak is.

## Discografie

### Studioalbums
- 2006: A.T.O.M. (geen label)
- 2006: Western Front (geen label)
- 2007: The Crackup Suite (ep, geen label)
- 2007: The Last Post (Carbon/Silicon Records)
- 2008: Carbon Casino (Carbon/Silicon Records)
- 2010: The Carbon Bubble (Carbon/Silicon Records)